# Nikolai Dmitrijewitsch Sergejew
Nikolai Dmitrijewitsch Sergejew (russisch Никола́й Дми́триевич Серге́ев; * 22. Septemberjul. / 5. Oktober 1909greg. im Dorf Staryje Petrowzy, Gouvernement Kiew; † 11. Februar 1999 in Moskau) war ein sowjetischer Flottenadmiral.

## Leben
Sergejew diente seit 1928 in der Roten Flotte und war ab 1930 Mitglied der KPdSU. Er absolvierte 1931 die Seeoffiziersschule „M. W. Frunse“ und wurde darauf Kommandeur und Politoffizier einer Ausbildungseinheit in der Amur-Flottille. 1932 setzte er seine militärische Karriere als Kommandeur des Artilleriesektors auf dem Monitor „Sun Yat-sen“ und ab 1935 als dessen Erster Offizier fort. 1937 wurde er Kommandant des Monitors „Dalnewostotschny Komosomolez“ und 1939 Monitor-Divisionskommandeur in der Amur-Flottille.

### Zweiter Weltkrieg
Sergejew absolvierte 1941 die Seekriegsakademie und wurde in Folge im Rang eines Korvettenkapitäns im Hauptstab der Marine eingesetzt. Während des Deutsch-Sowjetischen Krieges war er für die Planung der Kampfoperationen und die Koordinierung der Marineeinsätze mit den Landstreitkräften zuständig. Im Mai 1943 wurde er Schiffsbrigadekommandeur der Wolga-Flottille. Die militärische Handlungsfähigkeit der Flottille war in dieser Zeit sehr eingeschränkt, da die deutsche Luftwaffe das Fahrwasser der Wolga ständig verminte, um den Transport Bakuer Erdöls ins Landeszentrum zu unterbinden. 1943 wurden alle Schiffe der Flottille zum Minenräumen eingesetzt. Im September 1943 wurde Sergejew Stabschef der Wolga-Flottille. Nach Auflösung der Flottille im Juni 1944 diente er im Marinehauptstab.

### Nachkriegszeit
Ab 1945 war er im Hauptstab der Sowjetischen Marine Chef einer Abteilung und dort ab 1947 Verwaltungschef. In dieser Position war er ab 1950 stellvertretender Chef des Generalstabes der Marine. 1952 kommandierte er die Weißmeerflottille und war 1954 für die Durchführung einer Fahrt eines der Flottillenschiffe zur Insel Nowaja Semlja zuständig. An Bord befanden sich Wissenschaftler und hochrangige Militärs, die einen geeigneten Platz für sowjetische Kernwaffentests auswählen sollten. 1955 leitete er die vorbereitenden Arbeiten von Seiten der Marine zur Durchführung der ersten unterseeischen Kernwaffenexplosion.
1956 wurde Sergejew Chef der Operativen Führung und Stellvertreter des Chefs des Marinehauptstabes und ab 1964, in der Phase des Kalten Krieges, für dreizehn Jahre Chef des Marinehauptstabes. Während dieser Zeit war er für den Ausbau der sowjetischen Atom-U-Bootflotte zuständig und spielte eine wichtige Rolle in der Entwicklung der Marine. Am 30. April 1970 wurde er zum Flottenadmiral ernannt. Ab 1977 arbeitete er in der Gruppe der Generalinspekteure des Verteidigungsministeriums der Sowjetunion und befand sich seit 1992 im Ruhestand. Bis zu seinem Tod lebte er in Moskau und wurde auf dem Nowodewitschi-Friedhof beigesetzt.

## Auszeichnungen
- Leninorden (2×)
- Orden der Oktoberrevolution
- Rotbannerorden (3×)
- Nachimoworden 2. Klasse
- Orden des Vaterländischen Krieges 1. Klasse (2×)
- Orden des Roten Banners der Arbeit
- Orden des Roten Sterns (3×)
- Schukoworden
- weitere Medaillen der UdSSR und anderer Länder